# イブニングワイド
『イブニングワイド』は、2009年9月28日から2010年3月26日まで、TBS系列（JNN）で生放送されていた平日夕方の報道・情報番組である。通称「イブワイ」。ハイビジョン制作。番組のキャッチコピーは「雑食系報道番組」。

## 概要
TBSが行った2009年春の改編では17時台に『サカスさん』と『先出し!THE NEWS』（16:53 - 17:50）、18時台に『総力報道!THE NEWS』（17:50 - 19:50）を放送。しかし7月20日から『サカスさん』が14時台に枠移動となり、『（先出し）THE NEWS』（16:43 - 16:53）『水戸黄門』再放送（16:53 - 17:50）、『総力報道 -』と組み替えた。結果として改善しない事から、テコ入れとして秋改編で『総力報道』の放送時間を短縮（18:40 - 19:50）し、16:53 - 18:40までを『イブニングワイド』としてスタートすることが2009年8月26日に明らかになった。これにより、TBSの夕方の報道番組枠は『イブワイ』『総力報道』と合わせて3時間となると同時に『先出し』が廃枠となった。
番組のメインキャスターには元NHKアナウンサーの堀尾正明とTBSのベテランアナウンサー・長峰由紀が起用された。堀尾が民放での平日の帯番組を担当するのは初めてで、これがTBSテレビでの初のレギュラー番組である。
『総力報道』の冒頭（17:50 - 18:05）で実施していた副音声による英語二ヶ国語放送は、本番組の開始に伴って『総力報道』から『イブワイ』に変更となった（17:50 - 18:00の10分間のみ実施）。3か月後の12月25日、『JNNニュースコープ』以来続いてきた夕方ニュースでの二ヶ国語放送が終了した。2010年2月8日以降はモノラル放送（地上デジタルではモノステレオ放送）からステレオ放送に変更した。なお、『総力報道』は二ヶ国語放送を取りやめに伴い全編モノラル（地上デジタルではモノステレオ）に統一している。
本番組は全篇においてローカルセールスとされたが、全国の系列局向けに独立したニュース番組として配給していた。一部系列局は「きょうのニュース」を『THE NEWS』名義でネットしていたが、「きょうのニュース」では基本的に『THE NEWS』のフォーマットを使用しなかった（後述）。
平日17時・18時台に報道・情報番組を設置するのは『イブニング・ファイブ』以来半年ぶり、平日17時台の生放送は『サカスさん』以来2か月1週間半ぶりだった。『総力報道』で扱ってきたローカルニュースを本番組で扱うことになったため、『テレポートTBS6』（ローカルニュース）と『JNNニュースコープ』（全国枠ニュース）の両番組終了以来、19年半ぶりに全国枠ニュースとローカルニュースが分割された。ローカルニュース→全国枠ニュースという順番・流れでの放送も19年半ぶり。なお、TBSでは『JNNニュースの森』以降、全国枠ニュースとローカルニュースを1つの番組として放送してきたが、前々番組の『イブニング・ファイブ』に関しては、自社制作の情報番組を放送している系列局の事情に配慮し、全国ニュースを『JNNイブニング・ニュース』として区別・内包した形で放送した。
スタジオは『サカスさん』を放送していた赤坂サカス・SACAS広場内「STUDIO SACAS」を使用していた。
番組立ち上げにあたり、これまで音楽番組やバラエティー番組を制作してきた中鉢功をチーフプロデューサーとして起用。中鉢は起用後報道局に配属され、番組開始まで（見習い）記者となった。
視聴率は2009年11月現在、第1部（16:53 - 17:50）の週平均が7%台の週もあり、この時間帯としては高水準といえる。（ビデオリサーチ調べ・関東地区）

### 番組の発展的解消
後続番組の『総力報道!THE NEWS』が2010年3月26日をもって終了、堀尾・長峰をはじめ、当番組のキャスターと一部コメンテーターは引き続き『Nスタ』にも出演している。
この改編によりJNN協定に基づく全国ニュース枠が17:45 - 18:15に設定され、放送時間も19時までとなった。

## 出演者
職業（肩書き）が記されていない者は全員TBSアナウンサー（当時含む）。曜日が記されている者は基本的には記載された曜日のみの出演・担当だったが、それ以外の曜日に出演することもあった（各人の記載を参照）。

### 番組キャスター
総合司会
- 堀尾正明（フリーアナウンサー）

公式サイトの出演者紹介では「メインキャスター」表記だが、番組の人物紹介テロップでは「総合司会」と表記されていた。日本テレビ『誰だって波瀾爆笑』（2008年10月放送開始）の収録を行うため、隔週木曜日に欠席した。
- 長峰由紀 - 他の時間帯の『THE NEWS』より異動。

サブキャスター
- 藤森祥平 - 『総力報道!THE NEWS』より異動。スポーツキャスター兼務。

堀尾欠席時は「総合司会代理」として、番組全体の進行役と「きょうのニュース」のキャスターも務めた。
- 赤荻歩 - 『総力報道!THE NEWS』より異動。スポーツキャスター兼務。
- 山内あゆ（2009年12月25日までは全曜日、2010年1月4日以降は月曜日 - 木曜日） - 『ひるおび!』より異動。

前々番組『イブニング・ファイブ』より再登板。藤森不在時は金曜も出演。　
- 田中みな実（2010年1月8日より金曜日） - バンクーバーオリンピック取材で藤森が不在の期間など、不定期で金曜日以外も出演。

お天気キャスター
- 森田正光（気象予報士） - 前々番組『イブニング・ファイブ』より再登板。

金曜は12:50 - 13:50にCBC制作・TBS系『えなりかずき!そらナビ』に名古屋のスタジオで出演し、終了後短時間（新幹線）で東京に移動し、当番組に出演していた。
森田が不在時（祝日）の代役は森朗が務めたが、2010年1月29日は新幹線の長時間の不通により、森ともども東京への移動ができず、『総力報道!THE NEWS』で天気予報を担当していた気象キャスター、佐藤大介が代役として出演した。なお、当日の『NEWS23』には予定通り出演した。
お天気キッズ
- きょうちゃん（子役タレント）
- しょうたくん（子役タレント）

取材キャスター
- 岩井健浩

### コメンテーター
肩書きはいずれも出演当時のもの。五十音順。
レギュラー出演
- 岸井成格（週2日 - 3日のペースで出演：毎日新聞東京本社特別編集委員）
- 森永卓郎（月曜日：経済評論家、獨協大学教授）
- 森荷葉（月曜日：和文化プロデューサー）
- 木村政雄（火曜日：フリープロデューサー、元吉本興業常務取締役）
- 元村有希子（火曜日：毎日新聞科学環境部記者）
- なぎら健壱（水曜日：フォーク歌手、タレント）
- 吉川美代子（水曜日：TBSアナウンサー兼同局ニュース解説委員）
- 毒蝮三太夫（木曜日：タレント、ラジオパーソナリティ）
- 江川紹子（木曜日：ジャーナリスト）
- 八塩圭子（金曜日：学習院大学特別客員教授、元テレビ東京アナウンサー）
- 金野志保（金曜日：弁護士、早稲田大学大学院法務研究科教授）

不定期出演
- 池上彰（ジャーナリスト、元NHK報道記者主幹）

JNN準キー局のMBSで『イブニングワイド』が放送されている時間帯に放送されている『ちちんぷいぷい』にもコメンテーターの一員として不定期出演しており、また2006年10月から2009年3月まで『ピンポン!』にもコメンテーターの一員で出演していた。池上と堀尾は勤務局は異なっていたが過去のNHK夕方のローカルニュース番組のキャスター経験がある。
- 内野雅一（「週刊エコノミスト」編集長）
- 泉谷しげる（シンガーソングライター、俳優）
- ピーター・バラカン（音楽評論家、ラジオDJ）
- 後藤謙次（元共同通信社編集局長）後座番組『総力報道!THE NEWS』にはアンカーとしてレギュラー出演。
- 杉山愛（元プロテニスプレーヤー）
- 伊藤洋一（経済アナリスト）
- 与良正男（毎日新聞論説委員）
- デーモン閣下（ミュージシャン）
- 高畑淳子（女優）
- 松田喬和（毎日新聞東京本社専門編集委員）

### ナレーション
- 古賀慶太
- 川口純子
- 鈴木順
- 升田尚宏
- 向井政生（金曜日）

ほか

※鈴木・升田・向井はいずれもニュース原稿の影読みのみ。

### 備考
2010年2月11日（木曜日）および25日（木曜日）の放送は堀尾が欠席、藤森がバンクーバーオリンピック取材で不在のため、赤荻が総合司会代理を務めた。「ほりもり天気」は「やまもり天気」として堀尾に代わり山内が、きょうのニュースでのヘッドラインの読み上げは藤森に代わり山内が、「ご存知!?ワイドアワー」は長峰に代わり田中が進行を務めるという変則シフトが取られた。

## 放送時間
- 第1部：平日 16:53 - 17:50（JST）
- 第2部：平日 17:50 - 18:40（JST）
  - 前座番組がスポーツ中継等の場合、第1部の放送開始時刻が16:54になることがあった。
  - 2010年2月19日と2月24日は、19:00よりバンクーバーオリンピックの特番を放送するため、『総力報道!THE NEWS』を17:50 - 18:55に繰り上げ・5分縮小として放送し、当番組は第1部のみの放送となった。

## 放送内容・タイムテーブル
本番組は「きょうのニュース」を除き、ワイドショーやバラエティ色の強い演出や構成手法を取り入れていた。
番組全般において、キャスター陣やコメンテーターの掛け合いトークを多用し、これにスタッフの笑い声が入ることもあった。また、オープニングでのコメンテーター紹介時にはスタッフの拍手が入り、第1部ではニュースVTR後のスタジオでの補足説明にプレゼンテーションの手法を取り入れ、フリップやモニター表示などを多用し、時間をかけて行った。
| 時刻 | コーナータイトル・放送内容                                                 | 詳細・備考 |
| 第1部・ローカルセールスパート | 第1部・ローカルセールスパート                                              | 第1部・ローカルセールスパート |
| --- | -------------------------------------------------------------------------- | --- |
| 16:53 | 放送開始・トップニュース                                                   | - このトップニュースのものを含め、第1部で扱った各ニュースVTRは始めにナレーションとアタック音付きのサブタイトルを放送した。 |
| 16:55頃 | オープニング                                                               | - トップニュースのVTR終了後スタジオを映し出し、それと同時にオープニングが流れ、メインキャスターによる掛け合いトークの後、長峰がコメンテーター紹介を行うのが通例だった。 - コメンテーターを紹介する際にスタッフの拍手が入っていた（取り上げるニュースによっては拍手がないこともあった）。 |
| 17:05 | 2本目以降のニュース                                                        | - VTRを流した後、サブキャスターにより、モニター・フリップ・ボード等を用いた補足説明が行われ、その後メインキャスターやコメンテーターがコメントを述べた。この形式はNスタにも引き継がれている。 - キャスター陣やコメンテーターの掛け合いトークではスタッフの笑い声もよく入っていた。 - 池上彰出演時にはニュース解説コーナーの「池上彰の知ったかぶり」を放送。池上の初出演回は「池上彰さんの学べるニュース解説」というコーナー名だった（2009年9月までテレビ朝日系列で放送されていて、池上が出演していた『学べる!!ニュースショー!』とコーナー名がほぼ同じものだった）が、2回目出演以降からこのコーナー名になった。また、堀尾は自身のラジオのコーナーに池上が電話出演する際に何度もオファーをかけている。 |
| 17:35頃 | ご存知!?ワイドアワー →イブワイ好奇心（特集コーナー、2009年10月27日以降）   | - 「ご存知!?ワイドアワー」については後述。 - 「イブワイ好奇心」は、TBSニュースバードでも毎週土曜日・日曜日の一部時間帯・45分目から放映される「列島レポート」のコーナーで再編集して放送されていた。 |
| 17:48頃 | ほりもり天気                                                               | - 堀尾と森田が担当し、2人の天気に関する簡単なトークの後、森田が全国の天気を伝えた。 - 藤森が総合司会代理を務める日は「ふじもり天気」に、堀尾・藤森ともに欠席の場合は山内が担当し、「やまもり天気」とコーナー名が変更された。末期には田中が担当し「みなもり天気」として放送されることもあった。 |
| 第2部・「きょうのニュース」（任意ネットのニュースパート） |                                                                            | |
| このパートのみ一部地域を除いて、2009年12月25日まで副音声による二ヶ国語放送を実施していた。JNN協定の適用外とされたが、スタジオ内のモニター画面には緑色で「JNN」の公式ロゴが表示されていた。この「JNN」ロゴは2010年にヘッドラインの体裁が変更になってから、モニターでの表示デザインが変更され、文字も緑色地に白抜きの「JNN」に変更された。 |                                                                            | |
| 17:50 | きょうのニュース・ヘッドライン                                             | - 「THE NEWS」型のテロップを使用せず、2009年12月までは上部に「きょうのニュース」の文字を入れた番組独自のテロップを使用していた。ローカルニュースへの内包形態を取る局や、別タイトルで放送する局もあったため、2009年12月まではオープニングから5秒間はニュース映像のみ送出していたが、ヘッドラインは自局で放送している地域もあった。 - ここでかかるBGMは独自のもの（テンポが速く緊迫したイメージ）だが、コーラスが入っており、やや「イブワイ」本編をイメージさせるものとなっていた。 - 二ヶ国語放送が終了した2010年1月よりリニューアルし、それまで2項目だったヘッドラインを4項目に変更。そのうち3項目を藤森もしくは赤荻がスタジオ内で読み上げ、時間も10秒短い20秒になった。さらに音声がステレオ化された2010年2月より小変更され、ヘッドラインで表示されるニュースが4項目から読み上げ項目と同じ3項目に変更された。また、別タイトルで放送する局があるにもかかわらず、スタジオ内に掲げられていた「イブニングワイド」のタイトルロゴのパネルが映り込むことがあった。なお、2010年1月以降はヘッドラインの読み上げを「ほりもり天気」終了直後のスタジオ内のやりとり（森田やコメンテーターの退出など）をバックに行なっていた（無論、このやりとりは17:50飛び乗りの系列局にもそのまま流れていた）。 |
| 17:50.20 | きょうのニュース・本編                                                     | - 飛び乗り地域向けに堀尾・長峰の名前テロップあり。この時に「イブワイ」の文字は消えているが、時折『イブニングワイド』と番組名が表記されたモニターが映ることがあった。また、番組開始当初は堀尾がここで挨拶を行っていた。 - JNN協定適用外であったためか「THE NEWS」型を使用せず、番組仕様をそのまま使用していた。また、CM前のアイキャッチに番組テーマソング「E-V-Y」が流れた（IBC岩手放送、中部日本放送など一部局は、アイキャッチの部分を番宣等に差し替え）。 |
| 17:59頃 | ニュースフラッシュ                                                         | - 放送前に長峰が「ニュースを続けます」とアナウンスを行った。 |
| 第2部・関東ローカルパート（TBSテレビ以外の局は飛び降り） |                                                                            | |
| 18:00 | ローカルニュース                                                           | - ここから飛び乗りする局はないが、番組開始当初は堀尾が「6時になりました」と挨拶をしてからローカルニュースに入っていた。 - ローカルニュースとあるが比較的全国各地の話題が多かった。 |
| 18:06頃 | 最速!スポーツ                                                              | - スポーツコーナー。一部局で時差ネットされた（後述）。 |
| 18:11頃 | イブワイ好奇心（特集コーナー） →ご存知!?ワイドアワー（2009年10月27日以降） | - 「イブワイ好奇心」については先述を参照のこと。 - 「ご存知!?ワイドアワー」は芸能情報と各地の話題を短く伝えるコーナー。 |
| 18:24頃 | ホリおこしっ!                                                              | - 生活情報コーナー。内容をコメンテーターがスコップの本数で5段階評価する。 |
| 18:33頃 | 森田さんのとことん天気                                                     | - サカス広場から森田と「きょうちゃん」・「しょうたくん」が担当。森田が天気に関するクイズを出題し、子役2人が回答。CM後に正解発表と解説を行い、その後、森田が関東各地の予報と東京の週間予報を伝えた。 - 森朗の出演時は、タイトルが「森さんのとことん天気」に変更された。 |
| 18:39 | エンディング                                                               | - 初期は『総力報道!THE NEWS』のスタジオへつなぎ、クロストークを行っていた。 |
| 18:40 | 放送終了                                                                   | - 次枠『総力報道!THE NEWS』へステブレレスで接続。 - タイミングの違いにより、系列局で一瞬赤坂サカスの映像が映ることがある。 |

## テーマ音楽
- 福岡ユタカ「E-V-Y」（2009年9月28日 - 2010年3月26日。ただし、下記の限定版アレンジ使用期間は除く）

期間限定テーマ音楽
- 「E-V-Y」クリスマスバージョン（2009年12月1日 - 12月25日）
- 「E-V-Y」正月バージョン（2010年1月4日 - 1月8日）

## ネット状況
- 第1部（16:53 - 17:50）第2部（17:50 - 18:40）の2部構成で放送。
- 全編ローカルセールス枠のため、TBSテレビ以外の通常時第1部を×とする局、あるいは第2部を△または□とする局ではJNN報道特番扱いとならない場合でも、編成上の都合で第1部あるいは第2部または両方を○に変更する場合があった。逆に通常時第1部を○、第2部を△・□とする局でも、編成上の都合から×に変更する場合があった。
- 通常時、第1部・第2部を×とする局でも緊急時及び特別編成実施時やJNN協定適用時間拡大時に臨時に○に変更する場合があった。
- 番組タイトルは、各局公式HPの週間番組表および各番組のHPを参考にしていた。
- ◯…同時フルネット
- △…同時ネット（第2部の『きょうのニュース』のみネット）
- □…同時ネット（17:50:20から第2部の『きょうのニュース』のみネット）
- ×…非ネット

| 放送対象地域   | 放送局                    | 番組タイトル                                                       | 放送時間（東京発）  | 放送時間（東京発）  | 備考 |
| 放送対象地域   | 放送局                    | 番組タイトル                                                       | 第1部 16:53 - 17:50 | 第2部 17:50 - 18:40 | 備考 |
| -------------- | ------------------------- | ------------------------------------------------------------------ | ------------------- | ------------------- | --- |
| 関東広域圏     | TBSテレビ（TBS）          | 16:53 - 18:40 イブニングワイド                                     | ◯                   | ◯                   | 【制作局】 |
| 北海道         | 北海道放送（HBC）         | 18:00 - 18:40 総力報道!THE NEWS 北海道                             | ×                   | △                   | - 2009年11月30日より『ヘッドライン THE NEWS』（きょうのニュース）として第2部を△に変更。 |
| 青森県         | 青森テレビ（ATV）         | 18:00 - 18:40 ATVニュースワイド                                    | ×                   | △                   | - 『最速!スポーツ』を時差ネットで放送。 |
| 岩手県         | IBC岩手放送（IBC）        | 17:50 - 18:40 ニュースエコー                                       | ×                   | □                   | - 18:30頃から『最速!スポーツ』を時差ネットで放送。 |
| 宮城県         | 東北放送（TBC）           | 17:50 - 18:40 総力報道!THE NEWS TBC                                | ×                   | □                   | - 18:30頃から『最速!スポーツ』を時差ネットで放送。 - 2010年2月10日は『石巻3人殺傷事件』が発生したため第1部を特番扱いで臨時に◯に変更。 |
| 山形県         | テレビユー山形（TUY）     | 17:49 - 18:40 TUYイブニング・ニュース                              | ×                   | △                   | - 18:32頃から『最速!スポーツ』を時差ネットで放送。 |
| 福島県         | テレビユー福島（TUF）     | 18:00 - 18:40 THE NEWS-f                                           | ◯                   | △                   | - 『最速!スポーツ』を時差ネットで放送。 |
| 山梨県         | テレビ山梨（UTY）         | 18:00 - 18:40 UTYニュースの星                                      | ×                   | ×                   | - 『最速!スポーツ』を時差ネットで放送。 |
| 新潟県         | 新潟放送（BSN）           | 16:53 - 17:50 イブニング王国! 18:00 - 18:40 THE NEWS 新潟          | ×                   | △                   | |
| 長野県         | 信越放送（SBC）           | 18:00 - 18:40 総力報道!THE NEWS SBC                                | ×                   | ×                   | - 『最速!スポーツ』を時差ネットで放送。 |
| 静岡県         | 静岡放送（SBS）           | 16:45 - 18:40 SBSイブニングeye                                     | ×                   | △                   | - 「ご存知!?ワイドアワー」・『最速!スポーツ』を時差ネットで放送。 |
| 富山県         | チューリップテレビ（TUT） | 18:00 - 18:40 チューリップワイド THE NEWS                          | ◯                   | △                   | - 2010年1月4日から第1部を◯に変更。 - 2009年9月28日から12月25日までは「きょうのニュース」を『NEWS ZONE』名義で同時ネット。 |
| 石川県         | 北陸放送（MRO）           | 17:50 - 18:40 総力報道!THE NEWS MRO                                | ×                   | △                   | - 『最速!スポーツ』を時差ネットで放送。 |
| 中京広域圏     | 中部日本放送（CBC）       | 16:50 - 19:50 イッポウ                                             | ×                   | △                   | - 現:CBCテレビ - 『東京からのニュース』として放送。5時台で東海3県以外のニュースを伝える場合は第1部のVTR素材（『ご存知!?ワイドアワー』）を番組内コーナー『これ知らないと』で供給を受けていた。 - 重大事件発生時は内容を差し替えて第1部を臨時に◯に変更し、状況により、オープニングやコメンテーター紹介場面も流れた時もあり、後座番組の『総力報道!THE NEWS』も内包、同番組の1コーナーとして放送された。                 |
| 近畿広域圏     | 毎日放送（MBS）           | 14:55 - 17:50 ちちんぷいぷい 17:50 - 18:40 VOICE                   | ×                   | ×                   | - 「VOICEファイル」の中で「きょうのニュース」のVTR映像を使用。（一部テロップを差し替え）ただし、『イブニングワイド』の一部コーナーを時差ネットで放送（同時放送しない東京からのニュースも含む）。 - 本番組コメンテーターの池上彰は『ちちんぷいぷい』にもコメンテーターとして不定期に出演していた。 |
| 鳥取県・島根県 | 山陰放送（BSS）           | 18:00 - 18:40 テレポート山陰                                       | ×                   | ×                   | - 18:20頃から『最速!スポーツ』を時差ネットで放送。 |
| 岡山県・香川県 | 山陽放送（RSK）           | 16:52 - 18:00 イブニングDonDon 18:00 - 18:40 RSKイブニングニュース | ×                   | □                   | - 現:RSK山陽放送 - 『最速!スポーツ』は以前は月曜を除いて定期放送していたが、その後は不定期放送となり、放送する場合は18:36頃から放送。 - 後番組の『RSKイブニングニュース』の前座扱いで放送。『イブニングDonDon』の天気予報終了後、『RSKイブニングニュース』のキャスターが登場し、主なローカルニュースの予告を行なった後にステブレレスで放送された。なお、祝日は『イブニングDonDon』が休止となるため非ネットとなった。 |
| 広島県         | 中国放送（RCC）           | 17:50 - 18:40 RCCニュース6                                         | ×                   | △                   | |
| 山口県         | テレビ山口（tys）         | 17:49 - 18:40 tysスーパー編集局                                    | ×                   | △                   | - 「東京からのニュース」コーナーとして放送（二ヶ国語放送未実施）。 |
| 愛媛県         | あいテレビ（ITV）         | 18:00 - 18:40 キャッチあい                                         | ◯                   | △                   | - 『最速!スポーツ』を時差ネットで放送。 |
| 高知県         | テレビ高知（KUTV）        | 18:00 - 18:40 イブニングKOCHI                                      | ×                   | ×                   | - 18:25頃から『最速!スポーツ』および『ご存知!?ワイドアワー』を一部項目抽出の上時差ネットで放送。 |
| 福岡県         | RKB毎日放送（RKB ）       | 13:55 - 18:40 今日感テレビ                                         | ◯                   | △                   | - 『今日感テレビ』に内包。 |
| 長崎県         | 長崎放送（NBC）           | 18:00 - 18:35 報道センターNBC                                      | ×                   | △                   | - 『THE NEWS』として放送。 |
| 熊本県         | 熊本放送（RKK）           | 18:00 - 18:35 総力報道!NEWS LIVE くまもと                          | ◯                   | △                   | - 18:35頃から『最速!スポーツ』を時差ネットで放送。 |
| 大分県         | 大分放送（OBS）           | 17:50 - 18:40 総力報道!OBS THE NEWS                                | ×                   | □                   | - 18:23頃から『最速!スポーツ』時差ネットで放送（但し、一部内容がカットされることがあった）。 |
| 宮崎県         | 宮崎放送（MRT）           | 18:00 - 18:40 MRT THE NEWS                                         | ×                   | △                   | - 『THE NEWS』として放送。 |
| 鹿児島県       | 南日本放送（MBC）         | 18:00 - 18:40 MBC NEWS NOW                                         | ◯                   | △                   | |
| 沖縄県         | 琉球放送（RBC）           | 18:00 - 18:40 RBC THE NEWS                                         | ×                   | △                   | - 『THE NEWS』として放送。 |

- 「きょうのニュース」のみ放送した地域は、スポットニュース番組扱いであり、ネット局によっては『JNNニュース』としてのヘッドラインから放送する所もあれば、ヘッドラインは差しかえて、キャスターの挨拶から放送するなど、オープニングを独自で行う局もあり、「ご存知!?ワイドアワー」や5時台前半のニュース（VTR素材のみ使用）を時差ネットしている局もあった。

## スタッフ
- チーフディレクター：佐藤朋子
- プロデューサー：辻丸良明
- チーフプロデューサー：中鉢功
- 製作著作：TBS